# 森田修平
森田修平（もりた しゅうへい、1978年6月22日 - ）は、奈良県大和高田市出身のアニメーション監督・演出家。YAMATOWORKS代表。

## 経歴・人物
2001年京都造形芸術大学卒業。在学中にデジタル映像制作グループ神風動画の立ち上げに参加。MTVのステーションIDや、NHK特番内で放映された、アーサー・C・クラークが原案提供した短編『MARS BRAT（マーズブラット）』の監督などを手がける。 平行してSTUDIO 4℃でもCGIスタッフとして活動。
2003年、個人制作ユニットYAMATOWORKSを桟敷大祐と共に立ち上げ、2005年短編アニメーション『カクレンボ』を発表。同作品は国内外で高く評価され、東京アニメアワード公募作品一般部門の優秀作品賞などを受賞、デジタルアニメの新旗手として一躍注目される。
2006年、日清カップヌードルとのCM、OVA連動企画『FREEDOM』のOVA監督に抜擢。
2012年、『九十九』が第16回文化庁メディア芸術祭アニメーション部門ならびにアヌシー国際アニメーション映画祭2012公式コンペに選出され、『SHORT PEACE』内でオムニバス作品として2013年7月に公開された。更に、同作品は米国アカデミー賞（第86回）短編アニメーション部門にノミネートされた。
2014年から2015年にかけて、監督としてテレビアニメ『東京喰種トーキョーグール』、『東京喰種トーキョーグール√Ａ』に参加、作画アニメーションの演出も手掛けた。

## 作品リスト

### 劇場アニメ
2013年
- SHORT PEACE（「九十九」監督・脚本）
- SHORT PEACE（「武器よさらば」演出）

2018年
- ニンジャバットマン（パート監督・絵コンテ）

2022年
- 機動戦士ガンダム ククルス・ドアンの島（CGI演出）

### OVA
2005年
- カクレンボ（監督・脚本・演出・3DCG・編集）

2006年
- FREEDOM全7巻（-2008年、監督）

2010年
- ボトムズファインダー（CGIスーパーバイザー）
- コイ☆セント（監督・脚本）

### テレビ
2002年
- MARS BRAT（NHK/テレビマンユニオン・神風動画制作・監督）

2013年
- 革命機ヴァルヴレイヴ（サンライズ・第5話絵コンテ）
- ガッチャマン クラウズ（タツノコプロ・CGI監督）

2014年
- 東京喰種トーキョーグール（スタジオぴえろ・監督、第1話絵コンテ・演出、第12話絵コンテ・演出）

2015年
- 東京喰種トーキョーグール√Ａ（スタジオぴえろ・監督、第12話絵コンテ・演出）

### その他
2000年
- 礫-レキ-（MTV Station-ID作品・個人制作・監督）

2001年
- MTV Station-ID男伊達（MTV Station-ID作品・個人制作・監督）

2013年
- 安らけし都（天平みはらし館VRｼｱﾀｰ上映作品・YAMATOWORKS制作・監督）

## 受賞歴
- NHKデジタルスタジアム（ベストセレクション・『礫-レキ-』・2000年）
- PROMAX&BDA（銅賞・『MTV Station-ID男伊達』・2001年・アメリカ）
- 東京国際アニメフェア2005公募作品一般部門（優秀作品賞・『カクレンボ』・2005年）
- ファンタジア映画祭ショート映画部門（金賞・『カクレンボ』・2005年・カナダ）
- 第9回文化庁メディア芸術祭（審査委員会推薦作品・『カクレンボ』・2005年）
- 東京国際アニメフェア2007オリジナルビデオ部門（優秀作品賞・『FREEDOM』・2007年）
- 第11回文化庁メディア芸術祭（審査委員会推薦作品・『FREEDOM』・2007年）
- 第7回映像技術賞（技術奨励賞・『FREEDOM』・2007年）
- アヌシー国際アニメーションフェスティバル短編コンペティション部門（オフィシャルセレクション・『九十九』・2012年・フランス）
- 第16回文化庁メディア芸術祭 (審査委員会推薦作品・『九十九』・2013年）